# Jesus College (Oxford)

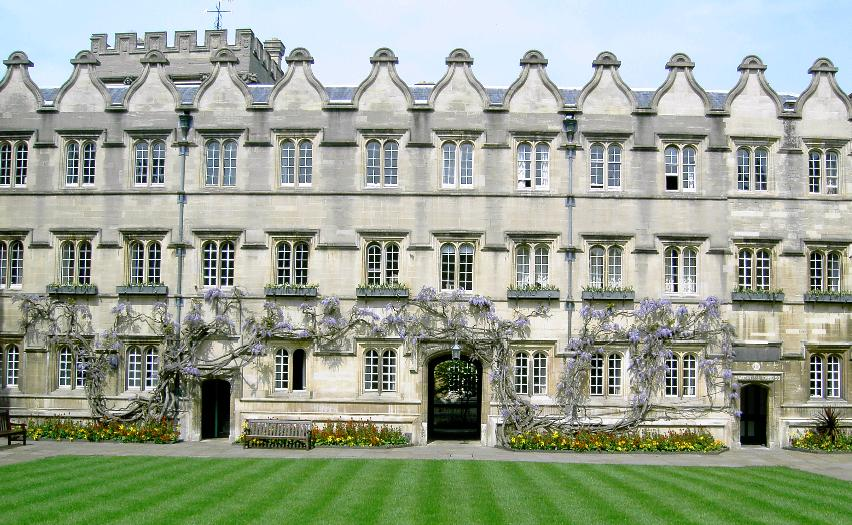
Das Jesus College (Oxford)

Das Jesus College ist eines der Colleges der Universität Oxford. Es wurde von Elisabeth I. auf Vorschlag des Geistlichen Hugh Price im Jahre 1571 für Stipendiaten aus Wales gegründet. Price wird aufgrund seiner finanziellen Zuwendungen, die die Gründung erst ermöglichten, häufig auch als „wahrer Gründer“ bezeichnet. Die Mitglieder des Jesus College kamen bis Mitte des 19. Jahrhunderts fast ausschließlich aus dem Fürstentum. Noch heute gibt es eine starke walisische Studentengruppe.
1907 erhielt der als „Lawrence von Arabien“ bekannte britische Archäologe und Schriftsteller T. E. Lawrence ein Stipendium für das Jesus College. Weitere bekannte Studenten waren Baron Wilson of Rievaulx (1916–1995; bürgerlich Harold Wilson), britischer Premierminister von 1964 bis 1970 und von 1974 bis 1976 sowie Parteivorsitzender der Labour Party und der indische Wirtschaftswissenschaftler Deepak Lal, Berater der Weltbank und bis 2010 Präsident der Mont Pelerin Society. Sir Peter J Ratcliffe, der 2019 den Nobelpreis für Physiologie oder Medizin erhielt, war von 1992 bis 2004 Senior Research Fellow am Jesus College.